# 伏氏杜父魚
伏氏杜父魚，為輻鰭魚綱鮋形目杜父魚亞目杜父魚科的其中一種，為溫帶淡水魚，分布於俄羅斯淡水流域，體長可達13公分，棲息在底層水域，生活習性不明。

## 扩展阅读
維基物種上的相關：伏氏杜父魚